# Campo Limpo (distrito de São Paulo)
Campo Limpo é um distrito da Zona Sul do município de São Paulo, no Brasil.

## História
Uma das hipóteses para a origem do nome do distrito reside no fato de, antigamente, ter funcionado, nas imediações, uma antiga chácara do Jockey Club de São Paulo. Pouco se sabe sobre a criação do distrito, mas moradores mais antigos especulam que o distrito de Campo Limpo originou-se da Fazenda Pombinhos, da família Reis Soares, em meados de 1937. Várias colônias de japoneses, italianos e portugueses se estabeleceram na região, devido ao preço baixo dos terrenos naquela época. Por volta de 1950, a paisagem do distrito era ainda de muitas fazendas, chácaras e olarias. Havia também três "secos e molhados", uma farmácia, uma barbearia, um grupo escolar de madeira e um mosteiro da Igreja Católica. As igrejas de São Judas Tadeu e São José Operário, constituídas nos anos 1960, são importante referência para a região. A energia elétrica chegou em 1958, a primeira linha de ônibus foi criada em 1963 e o calçamento das primeiras ruas iniciou em 1968. 
Nos anos 1960/70, iniciou-se uma explosão populacional no distrito. Foi então que chegaram os novos moradores, em sua maioria de origem pobre e migrante, principalmente do interior de São Paulo e dos estados das Regiões Nordeste e Sul do Brasil, se estabelecendo na região a partir das décadas de 1960 e 1970. 
A região também contou com importantes indústrias, como a indústria química chamada Poliquima, instalada na principal via da região, a Estrada do Campo Limpo. No final dos anos 1980, a holandesa Akzo Nobel, então naquela época simplesmente Akzo, adquiriu a Poliquima, mudando assim o nome. No final dos anos 1990, a Akzo deixa o Campo Limpo e muda-se para o interior paulista. Até hoje, o terreno permanece por lá sem ocupação alguma, um enorme espaço na mais importante via da região. Também na Estrada do Campo Limpo tivemos a indústria metalúrgica Metafil, que funcionou até o final da década de 1990 e, hoje, em seu lugar, temos a Universidade Anhanguera (antiga Uniban). Outra grande indústria do distrito que também era sediada na Estrada do Campo Limpo foi a multinacional de aparelhos eletrônicos Sharp, que operou até o final da década de 1990. 
O crescimento da região, assim como em outras áreas periféricas da cidade, ocorreu de maneira mais intensa entre as décadas de 1970 e 1980, sem planejamento necessário pelos órgãos públicos. 
A partir da década de 1990, o distrito sofreu um grande crescimento imobiliário com o lançamento de empreendimentos residenciais para a classe média. O distrito, por ser vizinho de outros grandes centros comerciais e de escritórios em crescimento acelerado, como o Centro Empresarial São Paulo, a Marginal Pinheiros e a região da Avenida Engenheiro Luís Carlos Berrini, além de também ser vizinho de bairros considerados nobres, como a Vila Andrade e Morumbi, começou a atrair novos moradores com perfil diferente daquele dos moradores que vieram na primeira fase de ocupação na década de 1960. Muitos destes novos moradores têm nível superior e/ou são profissionais liberais e paulistanos de outros distritos em busca de preços de imóveis mais baratos e próximos das novas áreas de trabalho. 
A partir de 2001, o Campo Limpo iniciou uma modesta ação de crescimento em construções e instalações comerciais e educacionais. Recentemente, o distrito recebeu duas universidades particulares: Universidade Anhanguera (antiga Uniban), e em 2006 a Faculdade Horizontes, no Campus do Colégio Concórdia. Além de supermercados, hipermercados e o recém-inaugurado Shopping Campo Limpo, localizado no distrito vizinho de Capão Redondo. Nesse último, estão presentes as cinco únicas salas de cinema da região e a recém-inaugurada agência do Banco do Brasil.
O distrito do Campo Limpo, hoje, tem a estrutura mais completa da região, contando com Shopping Campo Limpo, Sesc Campo Limpo, Hospital Campo Limpo, estação de metrô Campo Limpo, CEU Campo Limpo, Ampla opção de escolas, Universidade Anhanguera e faculdade Horizontes, Terminal Campo Limpo, comércio completo com diversas lojas de rua como Casas Bahia, Pontofrio, Pernambucanas, O Boticário, McDonald's, Habib's, Ragazzo, Subway, entre outras.
O distrito está numa localização próxima de várias vias importantes da cidade, como por exemplo a Marginal Pinheiros, Rodovia Régis Bittencourt, Rodoanel, Av. Francisco Morato, Estrada de Itapecerica, Av. Morumbi e Av. Giovanni Gronchi.

## Demografia
Evolução demográfica do distrito do Campo Limpo

## Características gerais
O Campo Limpo faz divisa com os distritos de Vila Sônia, Vila Andrade, Jardim São Luís, Capão Redondo e com o município de Taboão da Serra através do Córrego Pirajuçara. O distrito está localizado a cerca de 16 quilômetros do Marco Zero da cidade de São Paulo, na Zona Sudoeste.
De acordo com dados do censo demográfico de 2022 a população do Campo Limpo é de 236.162 habitantes e a densidade demográfica é de 18.743 habitantes por quilômetro quadrado.

## Contrastes sociais
O distrito é conhecido pela presença de uma grande divisão social, com pessoas de baixa renda vivendo em favelas, residências de baixo padrão e conjuntos habitacionais populares, ao lado de condomínios horizontais e verticais de classe média e média alta.
Além disso, o distrito possui grandes áreas de comércio popular e uma atividade industrial em processo de declínio, com alguns galpões e fábricas ainda em atividade.

## Investimentos públicos estaduais

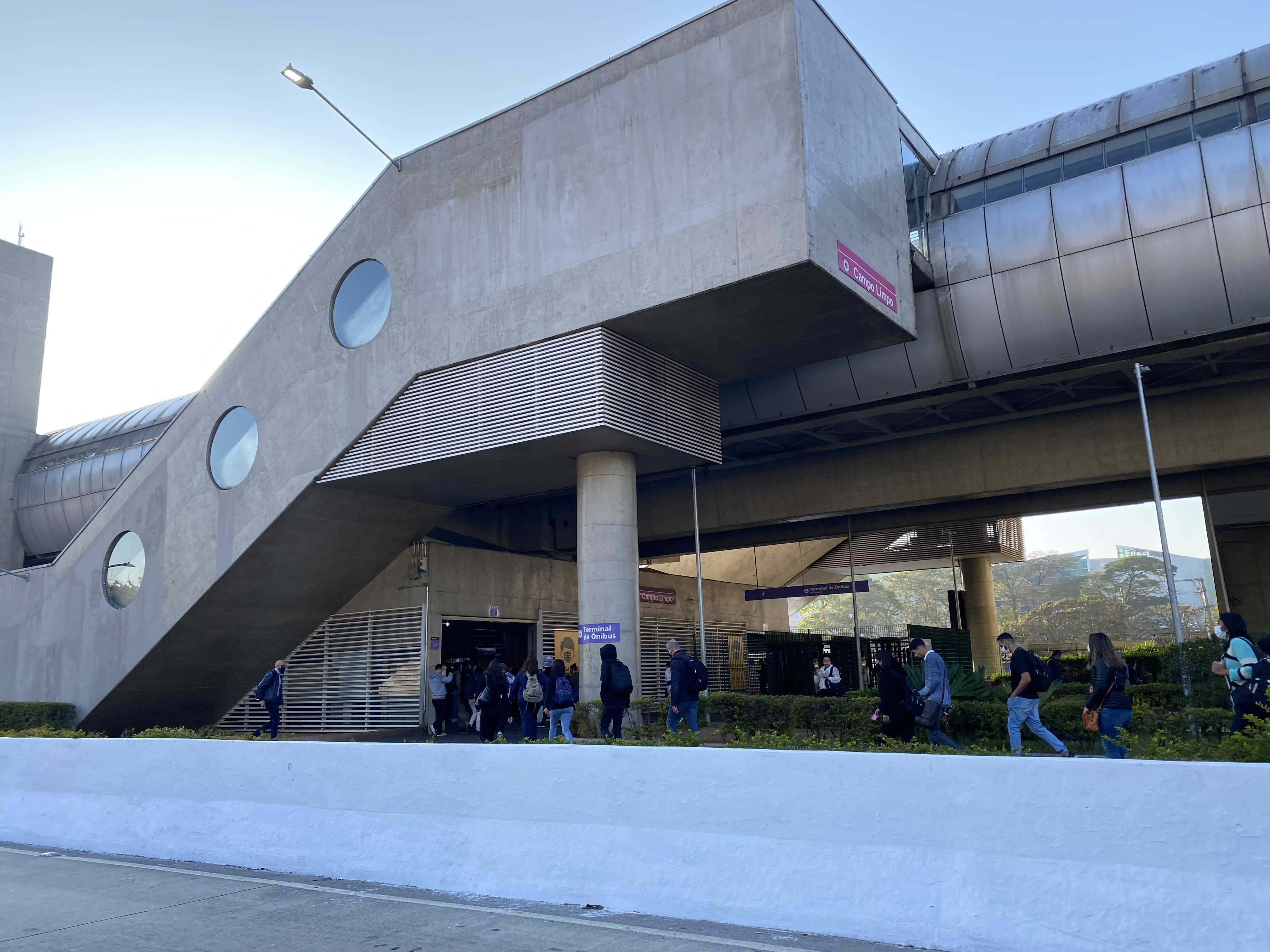
Estação Campo Limpo do Metrô de São Paulo

A Linha 5-Lilás, que liga Capão Redondo à Chácara Klabin, na Vila Mariana, foi inaugurada em 20 de outubro de 2002 pelo então governador Geraldo Alckmin. O distrito conta com a Estação Campo Limpo, que possibilita um acesso mais rápido aos distritos de Capão Redondo, Vila Andrade, Jardim São Luís, Santo Amaro, Campo Belo, Moema, Vila Mariana e aos bairros localizados próximos à Marginal Pinheiros, através da interligação com a Linha 9–Esmeralda do Trem Metropolitano na Estação Santo Amaro.
Nos municípios de Embu das Artes e Taboão da Serra, a inauguração do trecho oeste do Rodoanel, em 2002, beneficiou o trânsito nas principais vias de tráfego na região do Campo Limpo, eliminando consideravelmente o fluxo de caminhões nessa área.
O Governo Estadual, em parceria com a Prefeitura de São Paulo, também inaugurou diversos piscinões entre os anos de 2002 e 2006 na área do Córrego Pirajuçara, minimizando as enchentes, um problema crônico do distrito. Em 2010, foi inaugurado o piscinão da Sharp, na Estrada do Campo Limpo, próximo à divisão com Taboão da Serra.

## Investimentos públicos municipais
A então prefeita Marta Suplicy, entre 2003 e 2004, fez o corredor na região da Avenida Francisco Morato e remodelou corredores e faixas exclusivas para ônibus realizados nas gestões de seus antecessores, Paulo Maluf e Celso Pitta, priorizando o transporte coletivo na região dos distritos de Campo Limpo e Capão Redondo. Em 2009, a prefeitura inaugurou o Terminal Campo Limpo, que conta com diversas linhas de ônibus que levam os moradores para várias regiões da cidade. 
A Prefeitura também implantou outras melhorias, como os Centros Educacionais Unificados, conhecidos como CEUs, que contam com biblioteca, piscinas, escolas e atividades educativas e culturais para toda a comunidade, e o SESC Campo Limpo, que conta com diversas atividades esportivas e culturais. 

## Terminal Campo Limpo

### Linhas
Em 2009, deu-se a inauguração do primeiro terminal de ônibus da região, o Terminal Campo Limpo, com linhas diárias saindo para Pinheiros, Hospital das Clínicas, Praça Ramos de Azevedo, Aclimação, Jardim Helga, Jardim Guarujá, Jardim Rosana, Jardim das Rosas, Parque do Engenho, Jardim Maria Sampaio, Jardim Macedônia, Valo Velho, Metrô Conceição (permitindo acesso à respectiva estação), Morumbi Shopping (com acesso à estação da CPTM), Parque do Lago, Jardim Mitsutani, Inocoop Campo Limpo, Campo Limpo (Jardim Leônidas), Terminal Capelinha, Metrô Santa Cruz (com acesso à estação de mesmo nome), Metrô Paraíso (com acesso à estação de mesmo nome), Terminal Bandeira (com acesso à Estação Anhangabaú) e Terminal Santo Amaro  (com acesso á Estação Largo Treze) do Metrô de São Paulo.
Espera-se ainda a reposição de duas importante linhas da região. Uma, que ligava o distrito até a Barra Funda, fora desativada anos antes, deixando o distrito isento de uma importante ligação com o Terminal Rodoviário da Barra Funda e outras linhas da Companhia Paulista de Trens Metropolitanos. Além dessa, também foram desativadas três linhas que davam acesso à Estação da Luz, gerando um grande protesto por parte da população. Em resposta, a SPTrans inaugurou uma nova linha para o distrito, porém esta funcionando no horário da manhã (das 04:00 às 8:00).

### Polêmica
A construção do terminal gerou uma grande polêmica na região, pois populares reclamaram que as viagens ficaram mais longas e com tempo de espera maior. A proposta do terminal é facilitar o acesso às diversas linhas da região, que já sofre bastante com a falta de transporte público de qualidade.
As reclamações mais frequentes são relativas à extinção das linhas que faziam a interligação direta entre os bairros e o centro. Historicamente, a população contava com linhas de ônibus que operavam há décadas e, com o seu fim, houve muita resistência às mudanças. Além disso, o Terminal Campo Limpo se tornou um ponto de passagem obrigatória, sem opções de linhas diretas para os bairros do Butantã e Pinheiros.
Por outro lado, a SPTrans e a Prefeitura de São Paulo se defendem justificando a racionalização das linhas em direção ao centro e ao metrô, permitindo uma maior fluxo de veículos, menor espera nos pontos e menos congestionamentos nos corredores de ônibus da região oeste.

## Problemas e dificuldades
Apesar dos investimentos em piscinões e canalização de córregos, a região ainda sofre em alguns pontos isolados com as enchentes e alagamentos no Córrego Pirajuçara, principalmente em casos de chuva muito forte. As chuvas muito fortes, particularmente no verão, também provocam o deslizamento de terra em áreas onde famílias vivem precariamente, quase sempre áreas invadidas e de risco já conhecido. 
Apesar da construção de Centros Educacionais Unificados (CEU), faltam mais opções de lazer e cultura para a população da área.
O trânsito também é difícil e pesado, principalmente na Avenida Carlos Lacerda, Estrada do Campo Limpo e no Largo do Campo Limpo.

## Diocese de Campo Limpo
Em 1989, o Papa João Paulo II escolheu o distrito para sediar uma das novas dioceses desmembradas da Arquidiocese de São Paulo. Assim, Campo Limpo, como diocese, abrange toda a região do Capão Redondo, Jardim São Luís, Butantã, Morumbi, e municípios como Taboão da Serra, Itapecerica da Serra, São Lourenço da Serra, Embu das Artes, Embu-Guaçu e Juquitiba. Em 1997, foi consagrada a Catedral Diocesana de Campo Limpo, dedicada à Sagrada Família.